# پنته کالدلاس
پنته کالدلاس (به اسپانیایی: Ponte Caldelas) یک شهرستان در اسپانیا است که در پنتبدرا واقع شده‌است.

## خصوصیات
پنته کالدلاس ۸۷ کیلومترمربع مساحت و ۵٬۷۳۹ نفر جمعیت دارد.